# نوکلیر بلست
نوکلیر بلَسْت (به انگلیسی: Nuclear Blast) نام یک شرکت مستقل نشر موسیقی و توزیع‌کنندهٔ این‌گونه آثار از طریق سفارش پُستی است. دفتر مرکزی این شرکت در کشور آلمان است و در برزیل و ایالات متحده نیز شعبه‌هایی دارد.
نوکلیر بلَسْت را مارکوس استایگر در سال ۱۹۸۷ بنیان‌گذاشت. در ابتدای کار آثار هنرمندان هاردکور پانک با لیبل نوکلیر بلَسْت منتشر می‌شد و بعداً انتشار آثار گروه‌های ملودیک دث متال، پاور متال، گریندکور، بلک متال و همچنین آلبوم‌هایی که شامل بازخوانی آثار هنرمندان قدیمی‌تر بود و به منظور ادای احترام دیگر گروه‌ها به آن‌ها اجرا می‌شد، به محصولات آن شرکت افزوده شد.
از نوکلیر بلَسْت به همراه شرکت آمریکایی سنتری رکوردز به‌عنوان دو برچسب عمدهٔ پخش آثار ملودیک دث متال یاد می‌شود. شعبهٔ آمریکایی نوکلیر بلَسْت با سنتری رکوردز-که آن‌هم یک شرکت مستقل است- همکاری تنگاتنگی در زمینهٔ انتشار آثار هنرمندان موسیقی متال داشته‌است. از شناخته‌شده‌ترین هنرمندانی که آثارشان با همکاری این دو شرکت منتشر شده‌است می‌توان از نیمیک، بلایند گاردین، سایل‌ورک، این فلیمز، مشوگا، تریون، دیمو بورگیر، نایل، دث، بهموث، سوناتا آرکتیکا، اپیکا، سانیک سیندیکیت، اِلْوِیْتی، وینترسان، آمورفیس و نایت‌ویش نام برد.